# De Dion-Bouton Type IS

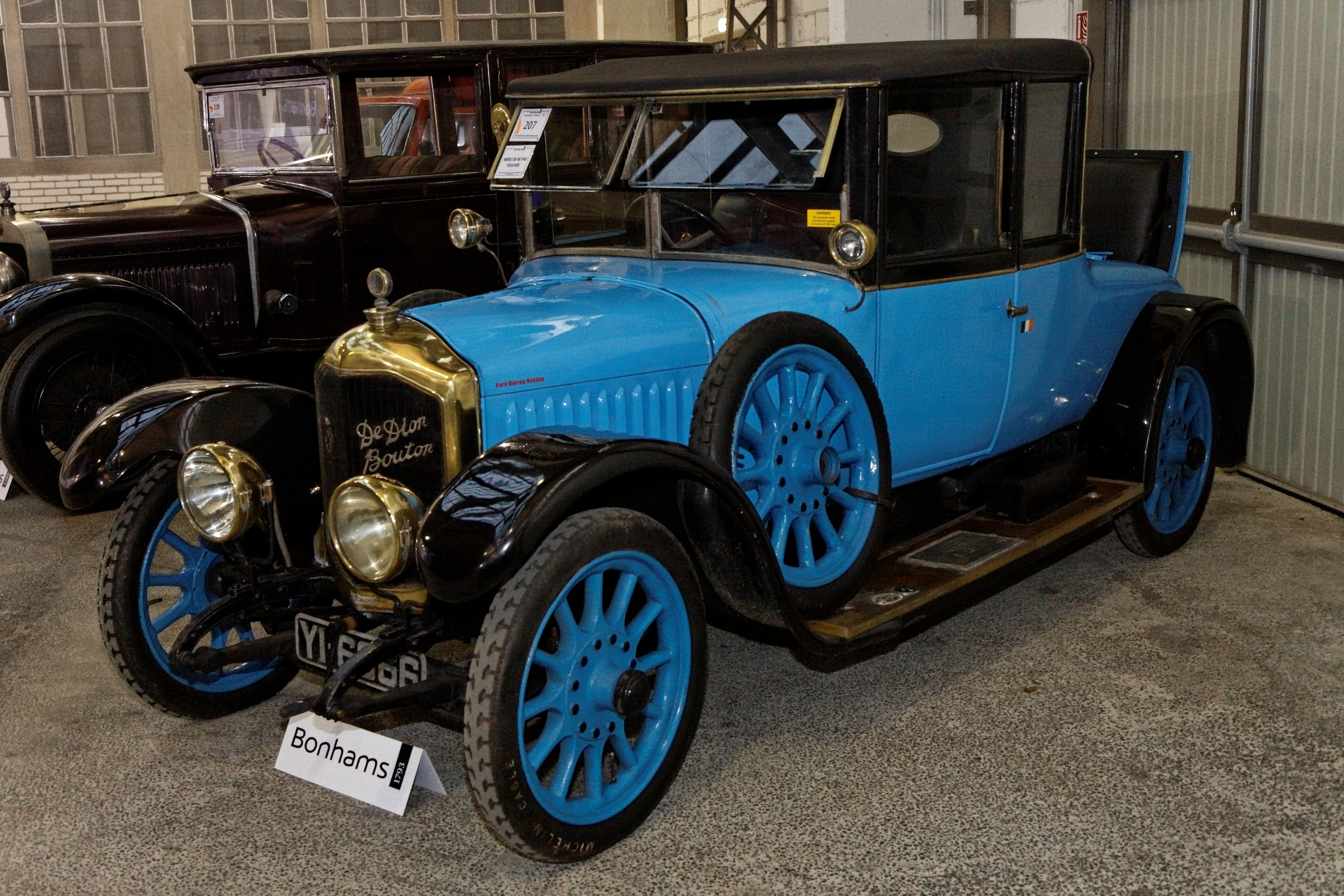
Karosserie mit Notsitz

Der De Dion-Bouton Type IS ist ein Pkw-Modell aus der Zeit zwischen den beiden Weltkriegen. Hersteller war De Dion-Bouton aus Frankreich.

## Beschreibung
Das Modell erhielt am 12. September 1922 seine Zulassung von der nationalen Behörde. Vorgänger waren Type ID und Type IE. Das Modell wurde in den Modelljahren 1923 bis 1925 in Frankreich und im Vereinigten Königreich angeboten.
Der Vierzylindermotor hat 70 mm Bohrung, 120 mm Hub und 1847 cm³ Hubraum. Er war damals in Frankreich mit 10 Cheval fiscal (Steuer-PS) eingestuft. Mit der SV-Ventilsteuerung leistet der Motor 24 BHP, also etwa 24 PS. Wie so viele Fahrzeuge aus dieser Zeit hat es ein festes Fahrgestell, Frontmotor, Kardanantrieb und Hinterradantrieb. Das Getriebe hat vier Gänge. Gebremst werden nur die Hinterräder.
Der Radstand beträgt in den ersten Jahren 2970 mm und wurde danach auf 2975 mm verlängert. Als Spurweite sind 1300 mm angegeben. Die Höchstgeschwindigkeit ist mit etwa 70 km/h angegeben.
Bekannt sind Aufbauten als Tourenwagen, Limousine, Landaulet, Coupé und „Wood-pillar Coupe“ genannter Roadster mit Notsitz.
Type IT mit Vierradbremsen, Type IV mit OHV-Ventilsteuerung und Type IW mit OHV-Ventilsteuerung und Vierradbremsen sind ähnlich, erhielten aber eigene Typencodes.
Das Modell wurde ohne Nachfolger eingestellt. Die Ausführungen mit Vierradbremsen gab es länger.